# Millón más millón menos
Millón más millón menos es el sexto y último episodio de la segunda temporada de los Thunderbirds, serie de televisión de Gerry Anderson para Supermarionation fue el 32.º y último episodio producido. El episodio salió al aire primero en ATV Midlands el 25 de noviembre de 1966. Fue escrito por Alan Pattillo y dirigido por Desmond Saunders.

## Sinopsis
Cuando dos ladrones activan una alarma, intentan esconderse pero se transportan a un contenedor lleno de centenares de regalos del hospital de niños. Crooks es capturado y un niño afortunado consigue la Navidad de su vida en la Isla Tracy

## Reparto

### Reparto de voz regular
- Jeff Tracy — Peter Dyneley
- Scott Tracy — Shane Rimmer
- Virgil Tracy — David Holliday
- Alan Tracy — Matt Zimmerman
- Gordon Tracy - David Graham
- John Tracy - Ray Barrett
- Tin-Tin Kyrano — Christine Finn
- Lady Penélope Creighton-Ward - Sylvia Anderson
- Brains - David Graham
- Kyrano - David Graham
- Abuela Tracy - Christine Finn

### Reparto de voz invitado
- Nicky - Sylvia Anderson
- Scobie - Ray Barrett
- Straker - David Graham
- Dr. Pringle - Jeremy Wilkin
- Dr. Lang - Charles Tingwell
- Enfermera Nimmo - Sylvia Anderson
- Harman - Ray Barrett
- Saunders - Jeremy Wilkin
- Reportero de TV - Jeremy Wilkin
- 1.er Santa - Jeremy Wilkin
- 2.º Santa (Leo) - David Graham
- Tanner - Charles Tingwell
- Preston - Peter Dyneley
- Jefe de Seguridad Joe - Ray Barrett

## Equipo principal
Los vehículos y equipos vistos en el episodio son:
- Thunderbird 2 (llevando el fuselaje 3)
- Thunderbird 3
- Thunderbird 4
- Cohete Contenedor
- Jet Ladybird